# 에이미 커디

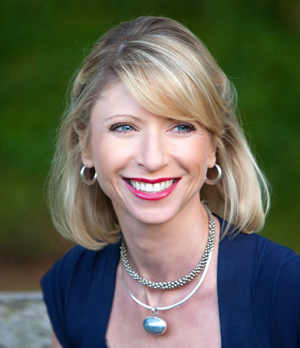

에이미 커디 ( Amy Joy Casselberry Cuddy; 1972년 7월 23일 ) 미국의 사회 심리학자로 작가이며 연설가이다.  파워 포즈(Power pose)를 옹호하였으며 자기계발 기술에 이 방법을 사용할 것을 적극 권장한 인물이다. 또한 그녀는 2012년 TED 강연에서 'Fake it 'til you make it' 이라는 역대급 명언을 남긴 인물이기도 하다. 비즈니스 커뮤니케이션 기법을 과학과 연계하여 소개한 저명한 사회 심리학자.